# 性毛

性毛の分布

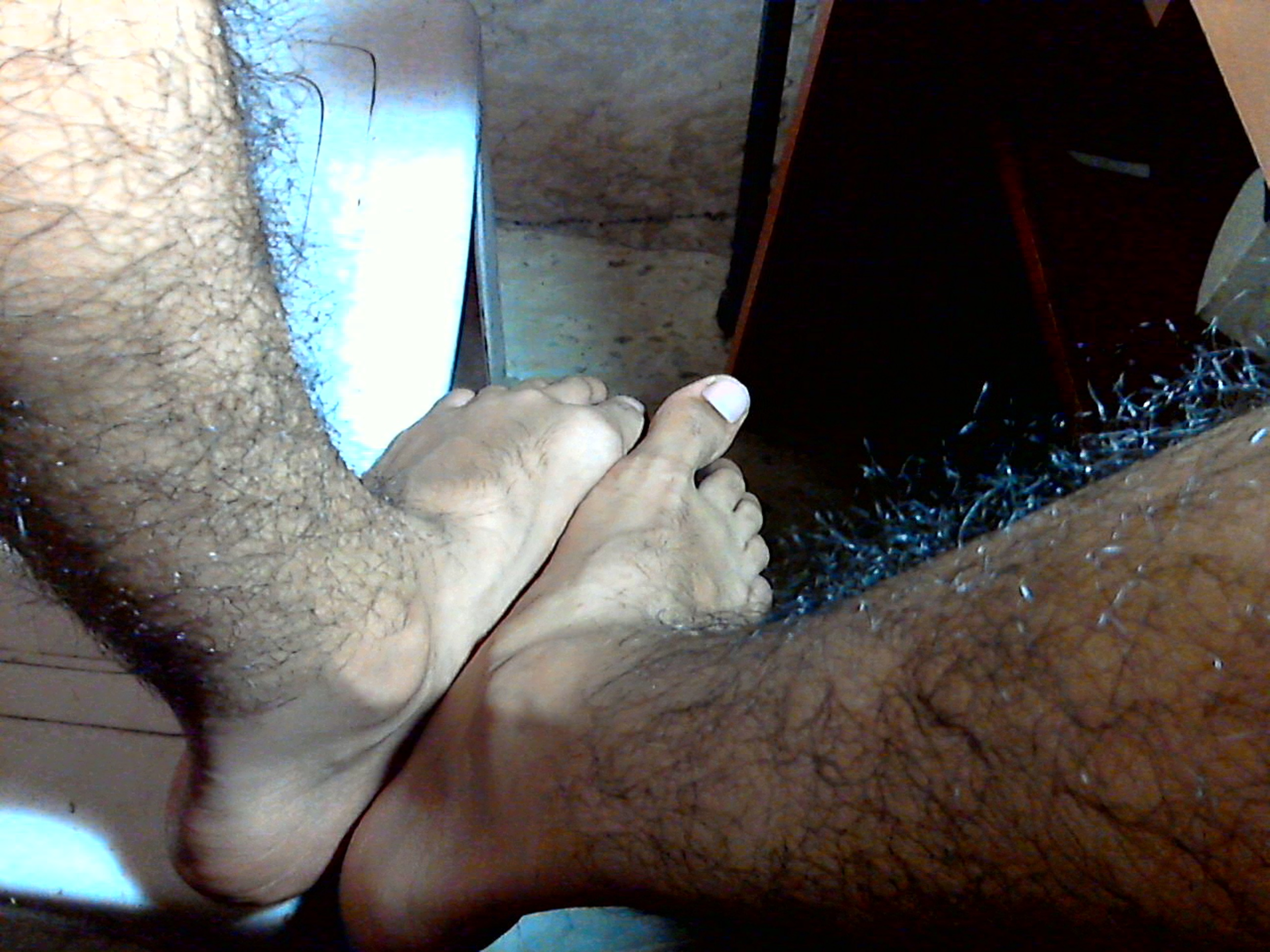
成人男性のすね毛。

性毛（せいもう）は思春期以降に発毛する体毛の総称。ヒトの性毛には男性のみに生える「男性毛」と男女双方に生える「両性毛」がありどちらも男性ホルモンの影響を受ける。性毛以外の性ホルモンの影響を受けにくい体毛は「無性毛」と呼ばれる。

## 体毛の区分
- 無性毛
  - 後頭部・側頭部の頭髪
  - 前頭部・頭頂部の頭髪（女性ホルモンの影響を大きく受ける）
  - 眉毛（男性ホルモンの影響を大きく受ける）
  - 睫毛（男性ホルモンの影響を大きく受ける）
  - 四肢の毛（男性ホルモンの影響を大きく受ける）
  - 鼻毛（男性ホルモンの影響を大きく受ける）
  - 耳毛（男性ホルモンの影響を大きく受ける）
- 性毛
  - 両性毛
    - 腋毛
    - 陰毛

  - 男性毛
    - 髭
    - 胸毛
    - 陰毛上部
    - 背毛